# Thanos Kondylis
Thanos Kondylis (Atene, 1969) è uno scrittore e storico greco.

## Biografia
Thanos Kondylis (in greco Θάνος Κονδύλης?) ha studiato storia e archeologia in Grecia e in Italia. Ha collaborato con l'Istituto Nazionale Ellenico di Ricerca e col ministero della Cultura greco e ha pubblicato numerosi articoli accademici. Nel 2006 ha sostenuto la tesi di dottorato in Nauplia medievale alla Facoltà di filosofia dell'Università di Atene. Come riconoscimento al suo contributo in ricerche storiche e archeologiche è stato premiato dal parlamento greco.
Nel 2007 pubblica un thriller politico ambientato ai tempi dell'Antica Grecia, che viene pubblicato in Italia nel 2009 con il titolo Omicidio a Olimpia, dalla Casa Editrice Nord.

## Opere
- Omicidio a Olimpia nel 2009